# Chiesa di San Michele (Capri)
La chiesa di San Michele, conosciuta anche con il nome di chiesa di San Michele alla Croce, è una chiesa di Capri.

## Storia
La chiesa, con annesso monastero, venne probabilmente costruita nel 574 da monaci benedettini nei pressi di una grotta ai piedi di una collina chiamata Croce; nella grotta solevano rifugiarsi gli abitanti locali per sfuggire alle incursioni dei saraceni: per tale motivo fu dedicata a Santa Maria del Rifugio. Alla fine del XIV secolo subì un radicale restauro donandole un aspetto gotico.
In un testamento datato 6 agosto 1504, la chiesa, denominata di Santa Maria della Misericordia, venne donata insieme ad altri averi da Alfirello Farace al fratello Nicola: la moglie di quest'ultimo, Silvia Strina, donerà poi tutta l'eredità al capitolo della cattedrale, in quanto rimasta senza eredi. Da una visita pastorale del vescovo Raffaele Rastelli del 1628 risulta che al monastero viveva un solo monaco, mentre da una del vescovo Antonio Rocco del 1757 si evince che la chiesa fosse adornata di un altare in marmi policromi, andato perduto, e una tavola del XVI secolo raffigurante la Madonna delle Grazie con Bambino. Nel 1803 tutte le suppellettili della chiesa di Sant'Angelo Sopramonte, chiusa a seguito dell'editto napoleonico, vennero trasferite in quella di San Michele. Nel 1806, a seguito dell'occupazione inglese dell'isola, venne utilizzata come deposito di polvere da sparo: dopo tale evento venne dedicata a San Michele. L'intero edificio fu restaurato tra il 2003 e il 2004.

## Descrizione
La chiesa, conosciuta anche con il nome di San Michele alla Croce, per via del crocifisso posto sulla sommità della collina che la sovrasta, è posta all'interno di un giardino di macchia mediterranea. La facciata è costituita da un vestibolo con soffitto a volta a botte aperto su due lati: l'unico portale d'ingresso è sormontato da un bassorilievo incassato in un arco a sesto acuto, raffigurante San Michele.
Internamente è a navata unica con volta a crociera: un arco a sesto acuto divide la navata dal presbiterio, di forma rettangolare e con volta a botte; nel presbiterio è posto l'altare maggiore in legno e sulla parte di fondo è posto un crocifisso. Lungo la parete di destra della navata è un dipinto raffigurante San Michele che scaccia il Demonio mentre su quella opposta è la tavola della Madonna delle Grazie con Bambino. Dal lato destro del presbiterio di accede alla sacrestia.